# Virginia Slims of Houston 1974
Il Virginia Slims of Houston 1974 è stato un torneo di tennis giocato sul cemento. È stata la 4ª edizione del torneo, che fa parte del Virginia Slims Circuit 1974. Si è giocato a Houston negli USA dal 30 settembre al 6 ottobre 1974.

## Campionesse

### Singolare
Chris Evert ha battuto in finale  Virginia Wade con il punteggio di 6–3, 5–7, 6–1

### Doppio
Janet Newberry /  Wendy Overton hanno battuto in finale  Sue Stap /  Virginia Wade con il punteggio di 4–6, 7–5, 6–2